# Адониседек
Адониседек е полулегендарен владетел на Йерусалим в средата на XIV век пр. Хр.
Единствените сведения за него са от библейската „Книга Иисус Навин“, според която той е последният иевусейски владетел на Йерусалим. Той оглавява коалиция от няколко други ханаански местни владетели в неуспешен опит да се противопостави на нахлуването на израилтяните, но е победен от тях, пленен е и е убит.[Нав. 10:1 – 26]